# Ailimaf ed erdap
Yug Ylimaf (titulado Ailimaf ed erdap en Hispanoamérica y España) es el cuarto episodio de la undécima temporada de la comedia animada Padre de familia. Se estrenó originalmente el 11 de noviembre de 2012 mediante Fox en los Estados Unidos. Fue producido como el episodio número 200 y anunciado como tal, pero fue el episodio número 192. El título del episodio es "Family Guy" escrito al revés.

## Argumento
Cuando Brian intenta conseguir una cita en un bar, lleva a una mujer a su casa afirmando que tiene una máquina del tiempo. Él va a la habitación de Stewie con su cita y utiliza su máquina del tiempo para viajar a la fecha del asesinato de Abraham Lincoln.Pronto utiliza esta táctica para conseguir más citas yendo a lugares como el desastre del Hindenburg (donde Brian se besa con una chica cuando el Hindenburg choca y cae contra el suelo).Sin embargo, cuando Brian se da cuenta del medidor "años viajados" de la máquina del tiempo de Stewie hará saber que la ha estado usando, entonces los pone al revés, lo que hace que la máquina del tiempo se colapse. Stewie se despierta y descubre que Brian estuvo manipulando la máquina y una gran ráfaga de golpes de energía los lanza hacia la pared al mismo tiempo que sale por el techo y se va directo al cielo, dejándolos inconscientes.
En la mañana ambos se despiertan y descubren que la destrucción de la máquina de tiempo ha provocado que el tiempo corra hacia atrás. Brian y Stewie caminan por la ciudad para examinar los efectos de los acontecimientos de la máquina y son testigos del funcionamiento hacia atrás en una pelea entre Peter y Ernie el pollo gigante después de que Peter abrió la puerta del coche cuando Ernie montaba su bicicleta y pasaba por ahí.Cuando Stewie ve que está sin dientes, se da cuenta de que la línea de tiempo invertido les está afectando también, y peor aún, que el tiempo se está invirtiendo a un ritmo muy rápido después de ver que Cleveland vive en Quahog y reviven el incidente de Ipecac años atrás.
Cuando ven que Bonnie está embarazada y que Susie no ha nacido, Stewie se da cuenta de que él será también un no nacido si la máquina del tiempo no se arregla.
Mientras intenta reparar la máquina del tiempo, Stewie pierde la capacidad de caminar y se da cuenta de que el tiempo de su nacimiento está creciendo cerca. Cuando Stewie va a ser llevado al hospital para ser no nacido, le dice a Brian que ahora es él quién deba arreglar la máquina. Cuando Brian intenta establecer el tiempo de nuevo hacia delante, él tiene la idea de hacer lo que hizo la primera vez, ajustar el medidor de tiempo hacia adelante, causando un segundo colapso y dejando inconsciente de nuevo a Brian. Se despierta para ver que la línea de tiempo ha vuelto a la normalidad y se apresura al hospital justo a tiempo para presenciar el nacimiento de Stewie, donde se muestra que Brian era inadvertidamente responsable de que se llamara así. Stewie agradece a Brian por haberlo salvado, y la familia Griffin se dirige a casa con su bebé recién nacido, el episodio finaliza con Chris preguntando si alguien más escuchó que el bebe habló, a lo cual Lois lo ignora por completo.